# Aedes
Aedes – rodzaj owadów z rodziny komarowatych. Przedstawicielem rodzaju występującym w Polsce jest doskwier pastwiskowy (Aedes vexans).

## Rozmnażanie
Gatunki z tego rodzaju składają jaja w podmokłych miejscach w wilgotnych lasach. Rozwój zarodka zależy od wielu współczynników, przede wszystkim od temperatury środowiska wodnego.
Rozwój komarów przebiega szybciej w wysokich temperaturach. Temperatura optymalna dla gatunków środkowoeuropejskich waha się od 20 do 28 °C.
Większość larw nie znosi wysychania zbiorników wodnych, ale w wilgotnej glebie mogą utrzymać się dłużej przy życiu.